# Медицински и ветеринарски отпад у Србији
Медицински и ветеринарски отпад у Србији је врста отпада који настаје у току пружања здравствених услуга: превенције, дијагностике, лечења и истраживања у области хумане и ветеринарске медицине. Он у Републици Србији примарно настаје у медицинским установама, истраживачким центрима или лабораторијама, у установама и ординацијама здравствене заштите животиња, а у ширем смислу и у кућним условима.
Без обзира на његов састав, особине и порекло, опасни медицински отпад чини 75% – 90%  комуналног отпад, а 10% – 25% је медицински отпад.
Неадекватан третман медицинског отпада може угрозити здравље људи и довести до ширења заразних болести у Србији.

## Историја
Годишње се у здравственим установама у Србији у 21. веку акумулира око 5.000 тона отпада, од чега је петина опасан медицински отпад. Увођење заразног система управљања медицинским отпадом веома је важно за побољшање здравља становништва и квалитета здравствене заштите.
Игле, шприцеви, завоји, газа, крпице умрљане крвљу, скалпели - пре неколико година у Србији су бацани заједно са осталим отпадом, помешани са комуналним отпадом и одлагани на градске депоније.
До 2008. године у Србији није постојао систем управљања заразним медицинским отпадом. Здравствене установе су се бринуле о медицинском отпаду са застарелом опремом, без јасних процедура за одлагање и третман отпада. Неке институције су отпад сагоревале у сопственим пећима, обично на температурама неприкладним за његово сигурно уништавање. Стерилизација отпада рађена је у малом броју установа.
Од 2000–2013. Европска унија је за ређавње овог проблеме кроз различите пројекте донирала више од 146 милиона евра српском здравственом систему.

## Опасности
Медицински отпад је опасан по људе и његову животну средину јер у себи садржи следећих пет потенционално опасних опсности: 
1. Физичке опасности
2. Хемијске опасности
3. Микробиолошке опасности
4. Радиолошке опасности
5. Опасности по животну средину (отпад који садржи живу (Hg)-термометри, амалгамске пломбе, флуоресцентне сијалице; и друге тешке метале: никл (Ni), кадмијум (Cd), олово (Pb)-батерије нпр. и лекови са истеклим роком трајања).

## Врсте
Према опасности који може да има по околину медицински отпад се дели се у две категорије:
- Ризични отпад - који чини 10-15% укупне количине медицинског отпада и он

би могао да представља ризик по здравље људи. У ову врсту отпада спада искоришћени завоји и други материјал за обраду и превијање рана и повреда,
шприцеви, игле, системи за инфузију, катетери, рукавице… 
- Неризичн отпад - који чини 75-90% укупне количине медицинског отпада.

## Разврставање медицинског отпада
Медицинског отпада се разврстава на следеће токове отпада:
Комунални отпад
Комунални отпад који спада у неопасан отпад одлаже се у 
- кесе црне боје ако сед тај отпад не рециклира
- кесе зелене боје ако се тај отпад рециклира

Инфективни отпад
Инфективни отпад у који спадају меки и оштри предмети, одлаже се у кесе  или  контејнере жуте боје
Патоантамоски отпад
Патоантамоски отпад се одлаже у кесе браон боје
Фармацеутски отпад
Фармацеутски отпад у који спадају цитотоксични и нецитотоксични лекови одлаже се у контејнер црвене боје
Опасни отпад
Опасни отпад који садржи хемикалије са високим садржајем тешких метала одлаже се у металну бурад са ознаком „отров”
Радиоактивни отпад
Радиоактивни отпад ниског нивоа (Low-Level Waste - LLW) садржи малу количину изотопа који имају кратако време полутаспада. LLW чини 90% запремине целокупног радиоактивног отпада док је удео у радиоактивности 1%. Овај отпад чине делови медицинске опреме, филтери, одећа, рукавице итд.
Радиоактивни отпад се одлаже у металну бурад са  ознаком „радиоактивност”.   
Мешање различитих врста опасног отпада је строго забрањено. Свака врста опасног отпада се декларише налепницом, на којој је ознака, шестоцифрени број са *, порекло, количина.
Грешке у разврставању се морају одмах пријавити, грешка се не исправља вађењем из кесе, него се кеса декларише према најопаснијој компоненти.
Пластичне кесе у које се пакује отпад морају бити довољно отпорне, да из њих течност не цури и пуне се само до 3/4 капацитета да би могле да се затворе чвором. Кесе жуте боје треба да буду погодне за стерилизацију воденом пару у аутоклаву.

## Транспорт
На основу члана 9 Правилника о управљању медицинским отпадом (Службени гласник РС, бр.78/2010) разврстан и обележен медицински отпад се од места настанка (лабораторије) до простора за складиштење транспортује колицима или контејнерима који се користе искључиво за ту намену.
Транспорт отпада од места настанка до простора за складиштење врши се најмање једном дневно по утврђеној рути транспорта, а по завршеном раду у медицинској или ветеринарској установи.
Колица или контејнери чисте се и дезинфикују по потреби, а најмање једном дневно.

## Стање у области управљања овом врстом отпада у Србији
Према мишљењу Агенције за заштиту животне средине у Републици Србији, на њиховом сајту објављено је да у Србији не постоји систем управљања медицинским отпадом којим се обезбеђује адекватна заштита животне средине и становништва и наводи:
Већина здравствених установа не поступа с отпадом на адекватан начин, а пракса у управљању медицинским и ветеринарским отпадом је на врло ниском нивоу.
Само мали број здравствених установа поступа са инфективним медицинским отпадом и коришћеним оштрим инструментима у складу са хигијенским принципима, стерилизација се најчешће обавља воденом паром под повећаним притиском у аутоклавима.
Честа пракса у мањим здравственим организацијама и неразвијеним срединама је да се опасан отпад најчешће одлаже заједно са другим врстама отпада у исте, врло често неадекватне контејнере, односно са њим се поступа као са класичним комуналним отпадом, а не као са врстом опасног отпада.
Отпад се често спаљује у неадекватним и нелегалним постројењима за спаљивање, без контроле и надзора или се без претходне обраде заједно с комуналним отпадом одлаже на сметлишта, испушта у градске канализационе системе или септичке јаме.
Радници који раде на прикупљању ових врста отпада по правилу немају никакву заштитну одећу и обућу, немају никакву обуку и, самим тим, изложени су негативним утицајима ових врста отпада.
Фармацеутски и хемијски отпад углавном се не разврстава у складу са Каталогом отпада, већ се одлаже и чува у посебним ормарима и просторијама. Ретко где постоји евиденција о врстама и количинама овог отпада.